# Acronicta saadi
Acronicta saadi är en fjärilsart som beskrevs av Brandt 1938. Acronicta saadi ingår i släktet Acronicta och familjen nattflyn. Inga underarter finns listade i Catalogue of Life.